# بی‌ئی‌ام
بی‌ئی‌ام (تایلندی: บริษัท ทางด่วนและรถไฟฟ้ากรุงเทพ จำกัด (มหาชน)) شرکت ترابری تایلندی است، که در سال ۲۰۱۵ تأسیس شد.